# Busslingen
Busslingen è una frazione del comune svizzero di Remetschwil, nel Canton Argovia (distretto di Baden).

## Storia
Già comune autonomo, nel 1805 è stato soppresso e accorpato agli altri comuni soppressi di Niederrohrdorf, Oberrohrdorf, Remetschwil e Staretschwil per formare il nuovo comune di Rohrdorf, che fu disciolto nel 1854 con il ripristino dei comuni di Niederrohrdorf, Oberrohrdorf e Remetschwil; Busslingen rimase aggregato a Remetschwil.

## Amministrazione
Ogni famiglia originaria del luogo fa parte del cosiddetto comune patriziale e ha la responsabilità della manutenzione di ogni bene ricadente all'interno dei confini del comune.